# Torrente Menta
Torrente Menta este o arie protejată (arie specială de conservare — SAC, sit de importanță comunitară — SCI) din Italia întinsă pe o suprafață de 516 ha, integral pe uscat.

## Localizare
Centrul sitului Torrente Menta este situat la coordonatele 38°07′11″N 15°53′07″E / 38.119722°N 15.885278°E.

## Înființare
Situl Torrente Menta a fost declarat sit de importanță comunitară în septembrie 1995 pentru a proteja 22 de specii de animale. Situl a fost protejat și ca arie specială de conservare în aprilie 2018.

## Biodiversitate
Situată în ecoregiunea mediteraneană, aria protejată conține 6 habitate naturale: Lande oro-mediteraneene cu formațiuni endemice de grozamă, Păduri panonice-balcanice de stejar turcesc - stejar sesil, Păduri de fag din Apenini cu Abies alba și păduri de fag cu Abies nebrodensis, Păduri de Abies alba din Apeninii sudici, Păduri aluvionare cu Alnus glutinosa și Fraxinus excelsior (Alno-Padion, Alnion incanae, Salicion albae), Păduri de pin (sub-) mediteraneene cu pini negri endemici.
La baza desemnării sitului se află mai multe specii protejate:
- păsări (15): acvilă de munte (Aquila chrysaetos), Aquila fasciata, șerpar (Circaetus gallicus), cuc (Cuculus canorus), ciocănitoare neagră (Dryocopus martius), Falco biarmicus, șoim călător (Falco peregrinus), șoimul rândunelelor (Falco subbuteo), sfrâncioc roșiatic (Lanius collurio), sfrâncioc cu cap roșu (Lanius senator), forfecuță gălbuie (Loxia curvirostra), vultur egiptean (Neophron percnopterus), aușel cu cap galben (Regulus regulus), mărăcinar (Saxicola rubetra), scatiu (Spinus spinus)
- amfibieni (2): Bombina pachypus, Salamandrina terdigitata
- mamifere (2): liliac cârn (Barbastella barbastellus), lupul (Canis lupus)
- nevertebrate (3): Cordulegaster trinacriae, Osmoderma italicum, Rosalia alpina

Pe lângă speciile protejate, pe teritoriul sitului au mai fost identificate 13 specii de plante, 1 specie de amfibieni, 10 specii de mamifere, 3 specii de nevertebrate, 2 specii de reptile.